# Jacob Maris
Jacob Hendricus Maris, född 25 augusti 1837 i Haag, död 7 augusti 1899 i Karlsbad, var en nederländsk målare. 

## Biografi
Jacob Maris föddes i Haag och var äldre bror till målarna Matthijs och Willem Maris. Han utbildade sig först i Haag och Antwerpen, därefter i Paris (1864–1871). Sommaren 1871 återvände Maris till sin födelsestad där han kom att bosätta sig.
Maris influerades tidigt av Barbizonskolan vars filosofi var att måla en plein air ute i naturen. Idéerna tillämpade han innan Parisvistelsen i skogarna runt Oosterbeek där även konstnärer såsom Gerard Bilders och Anton Mauve verkade. Väl i Frankrike utförde han bland annat oljeskisser av landskap kring Barbizon. Han målade även för konsthandlaren Goupil i Paris.
Under de tidiga åren ägnade sig Maris även åt figurscener i hemmiljö samt salongsmåleri.
Efter hemkomsten från Paris grundade Maris tillsammans med sina bröder den så kallade Haagskolan som fann sin inspiration hos såväl Barbizonskolan som 1600-talets nederländska mästare. I samband med detta vände han det figurativa måleriet ryggen och fokuserade på det nederländska landskapet och stadsvyer.
Målningarna kom att präglas av atmosfäriska effekter genom dimmiga eller molniga skyar. Maris skicklighet att fånga ljus och atmosfär beskrivs som en särskilt slående färdighet i hans skapande. Hans måleri kom att få stort inflytande över många konstnärer. 

## Bilder

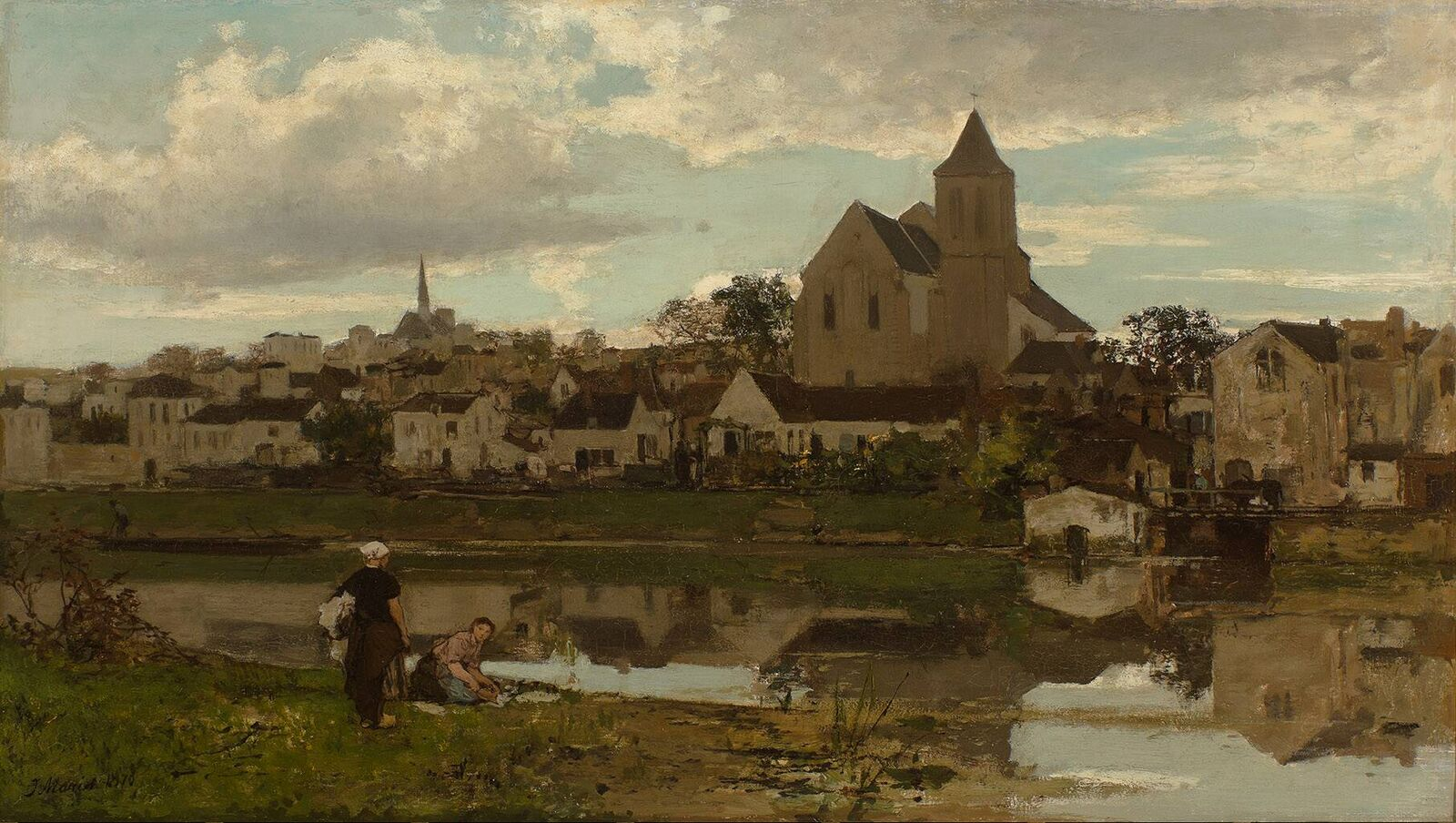
Montigny-sur-Loing (1870).
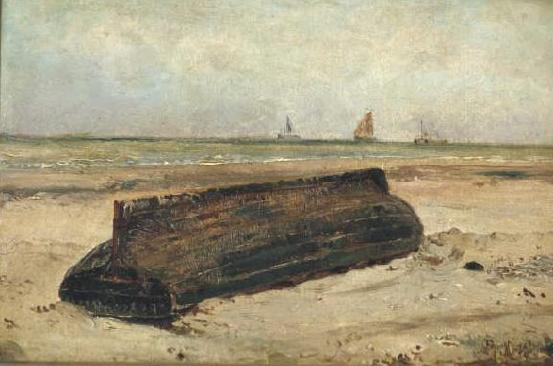
Båt på stranden (cirka 1870).
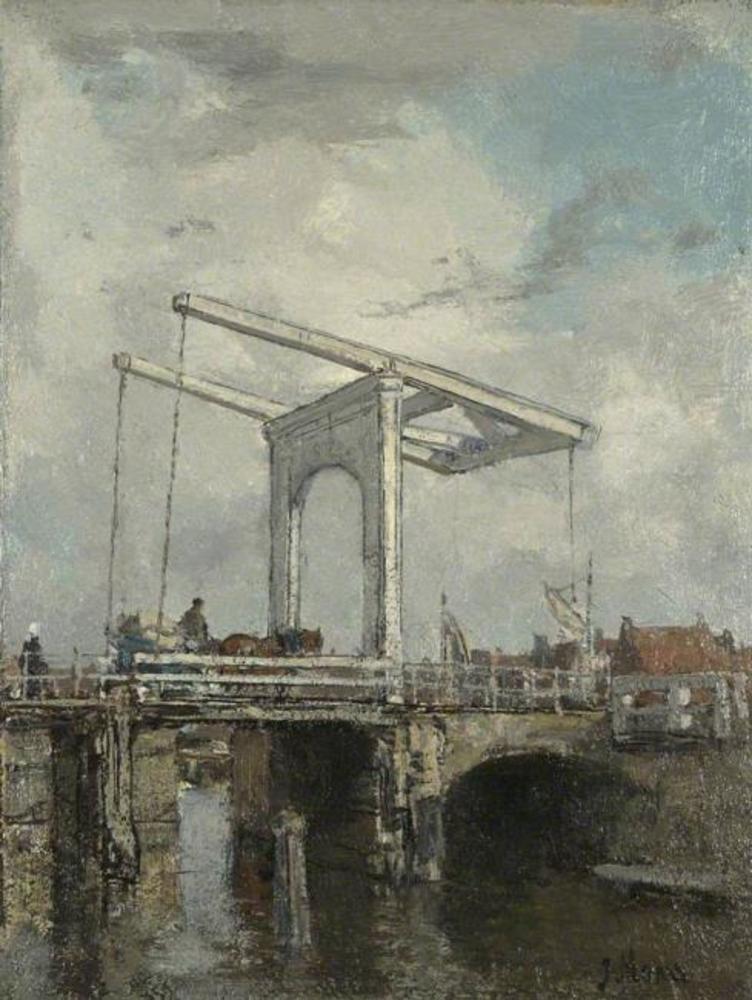
Bro i nederländsk stad (cirka 1875).
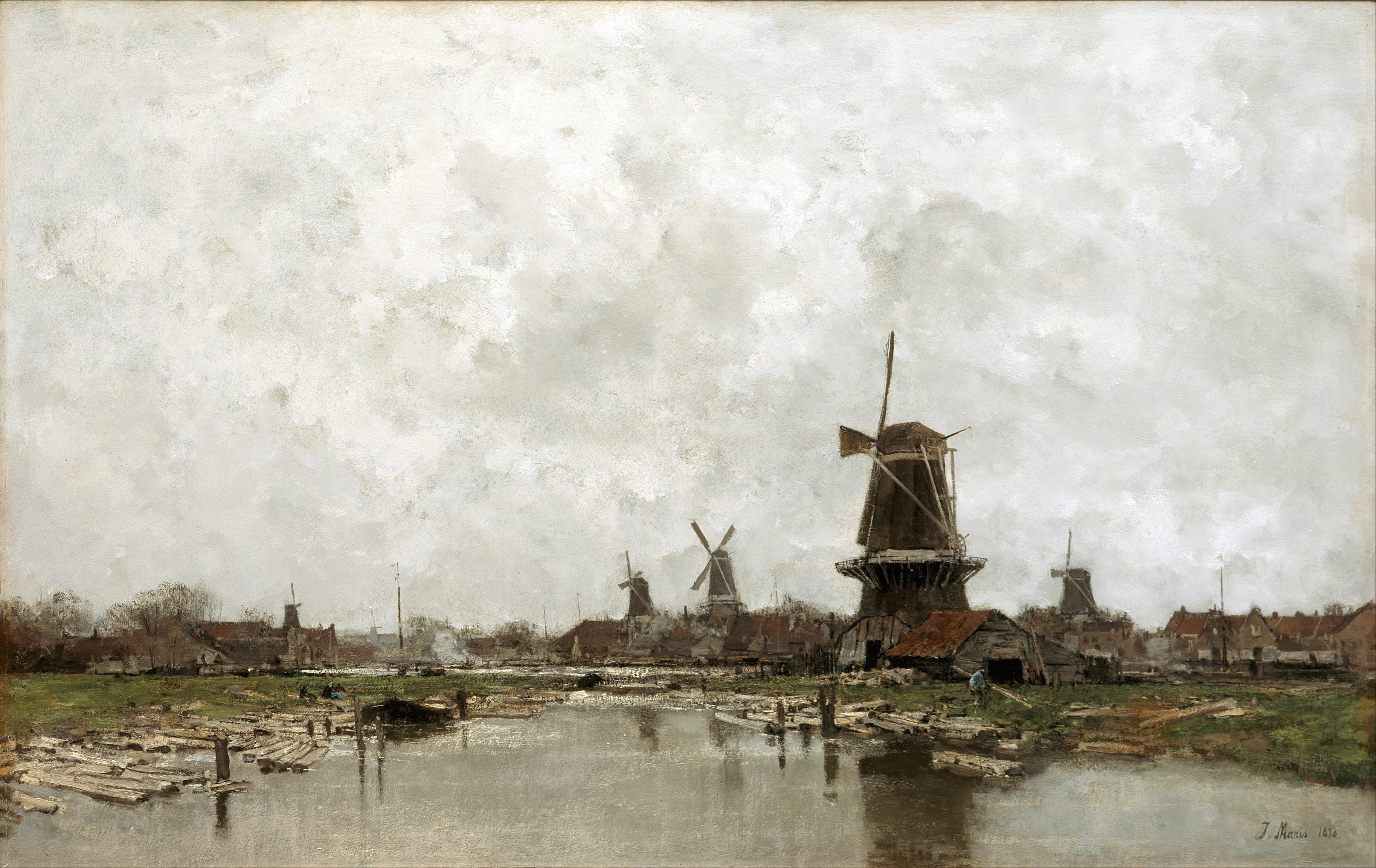
De fem väderkvarnarna (1878).
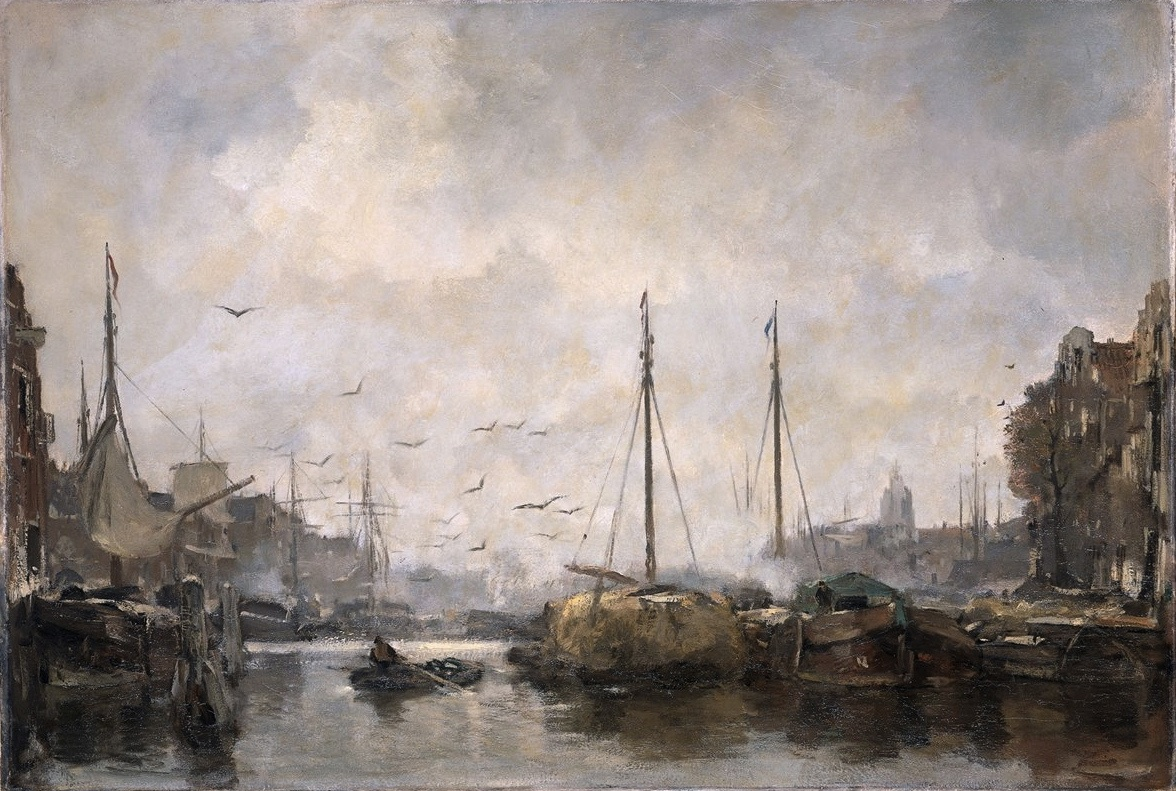
Stadsvy (1885-1887).
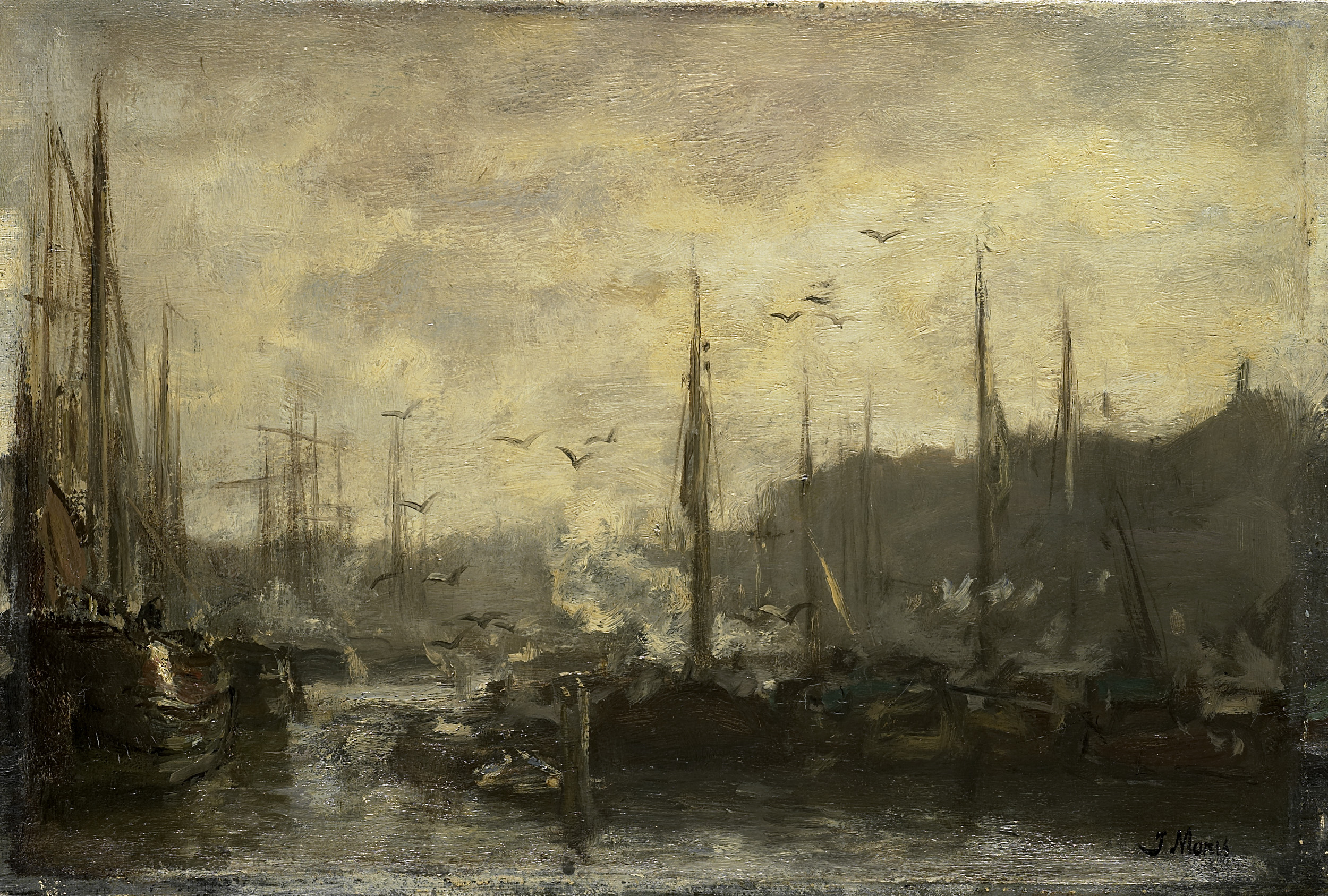
Hamnvy (cirka 1887).
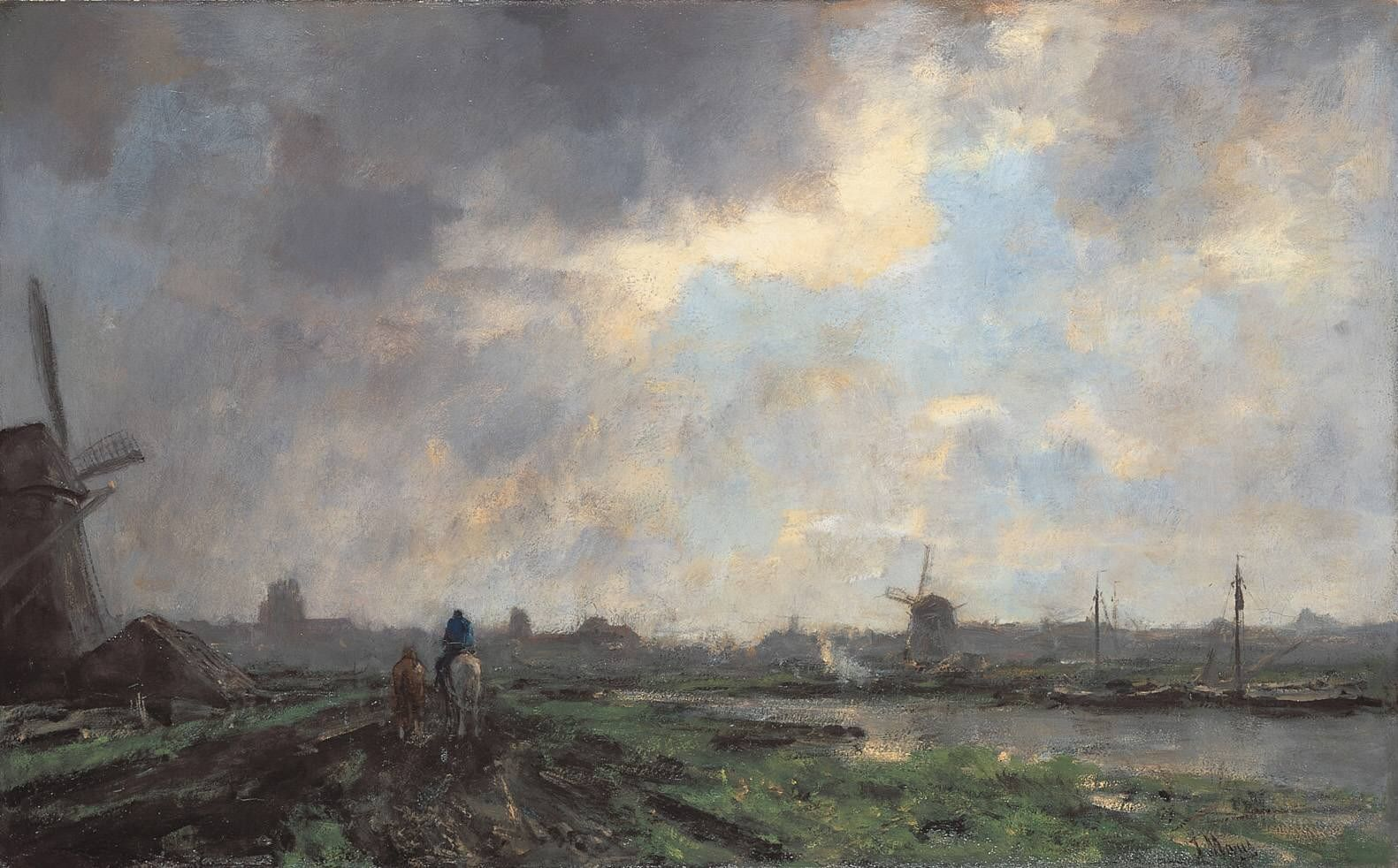
Holländskt landskap med pråmdragare (cirka 1891).
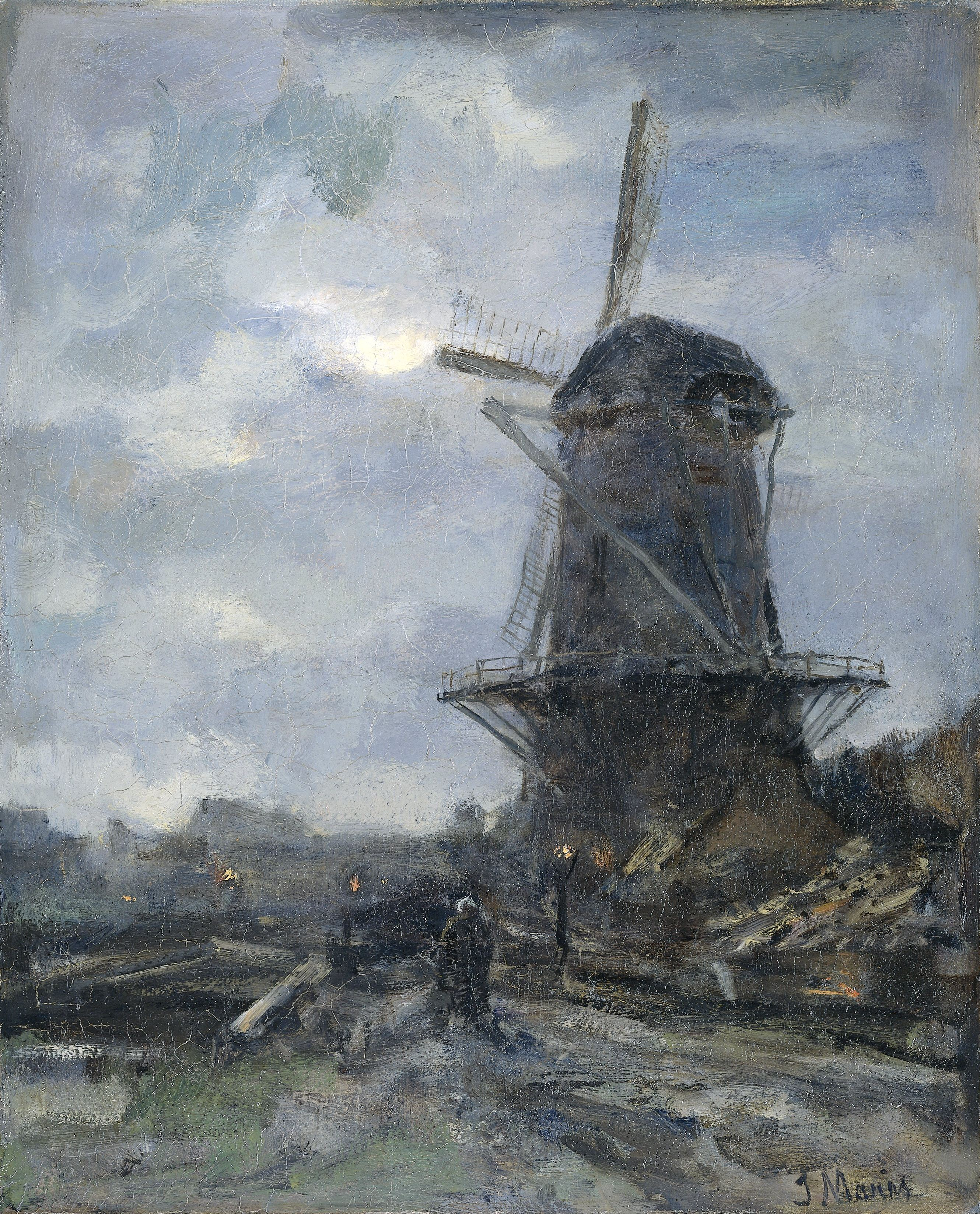
Väderkvarn i månsken (1899).
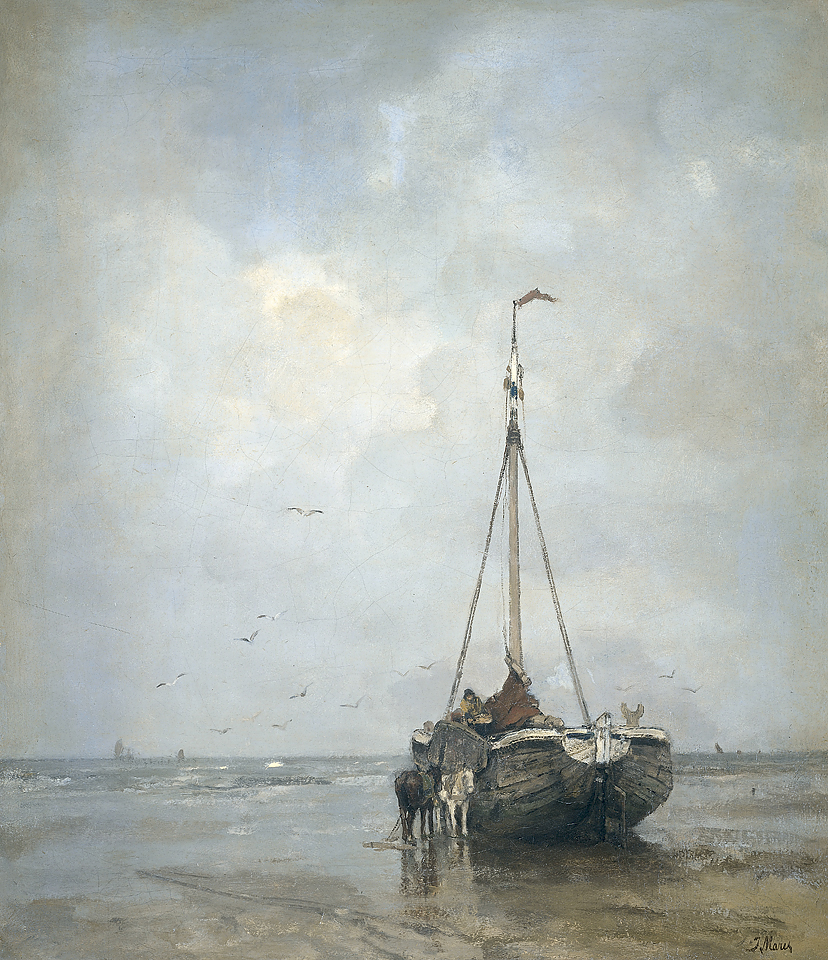
Fiskebåt på Scheveningens strand.
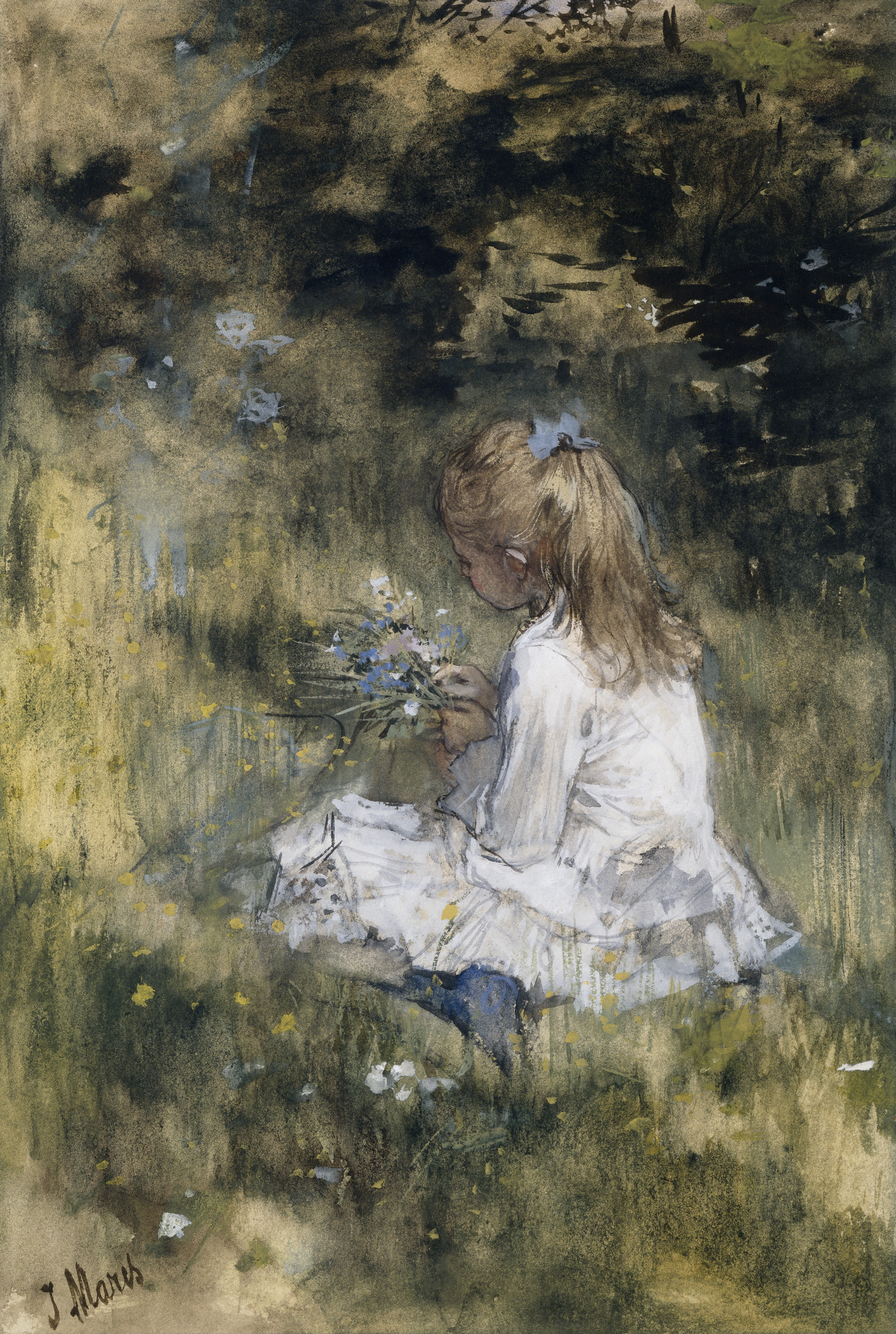
Jacob Maris dotter i gräset med blommor (u. å).